# Váró Ferenc
Bágyoni Váró Ferenc (Haró, 1851. május 1. – Nagyenyed, 1924. április 17.) tanár, író, műfordító. Apósa volt Révész Imre (1889–1967) egyháztörténésznek.

## Életpályája
Szülei: Váró Márton református lelkész és Boér Klára voltak. 1861-től Nagyenyeden tanult. 1869-ben érettségizett. 1873-ban elvégezte a teológiát Kovács Ödön tanítványaként. Bölcseletet tanult Budapesten 1874-ig. 1874–1875 között Odescalchi Géza nevelője volt. 1875-ben szerzett tanári oklevelet. Kezdetben a székelyudvarhelyi főreáliskola (1875), majd 1882-től a nagyenyedi Bethlen-kollégium irodalom szakos tanára volt. 1885–1895 között a főgimnázium igazgatója volt. 1899–1906 között a kollégium könyvtárának vezetője volt. 1890–1895 között a nagyenyedi daloskör elnöke volt. 1906-tól Kolozsváron élt.
Számos pedagógiai, egyházi és történeti cikket írt. Műfordításai közül kiemelkednek Schiller-fordításai; magyar szöveget írt Schumann és Beethoven oratóriumaihoz. Sírja a szombatfalvi családi sírboltban található.

## Művei
- Eötvös költészete (Budapest, 1874)
- Humán tárgyak tanítása a reáliskola I. osztályában (Székelyudvarhely, 1878)
- Olvasni, írni… (Székelyudvarhely, 1879)
- Irodalmunk legállandóbb jellemvonásáról (Nagyenyed, 1884)
- A Bethlen-kollégium a közelebbi években és ma (Kolozsvár, 1889)
- A nagyenyedi Bethlen-kollégium (Kolozsvár, 1889)
- Schiller költeményei (fordító: Szász Károly, Vargha Gyula és Váró Ferenc; Budapest, 1890)
- Rózsa rege. Magyar szöveg Schumann Oratoriumához (Nagyenyed, 1892)
- Énekszövegek. Az Olajfák hegyén. Magyar szöveg Beethoven Oratoriumához (Nagyenyed, 1894)
- Bevezetés Jókai: «A nagyenyedi két fűzfa» beszélyéhez (Budapest, 1899)
- A magyarországi ref. egyh. gymnasiumainak tanításterve, utasító megjegyzésekkel. Javaslat és jelentés. (Nagyenyed, 1901)
- Vallomások és kérdések (Kolozsvár, 1901)
- A középiskolai vallástanítás terve (Kolozsvár, 1901)
- Vezérelv a tanári pályán (Budapest, 1902)
- Bethlen Gábor fejedelem utasítása kollégiuma számára (Budapest, 1902)
- Bethlen Gábor kollégiuma (Nagyenyed, 1903)
- Csernáton Márton: Egy enyedi diák története (Budapest, 1904)